# Karl-Rahner-Akademie

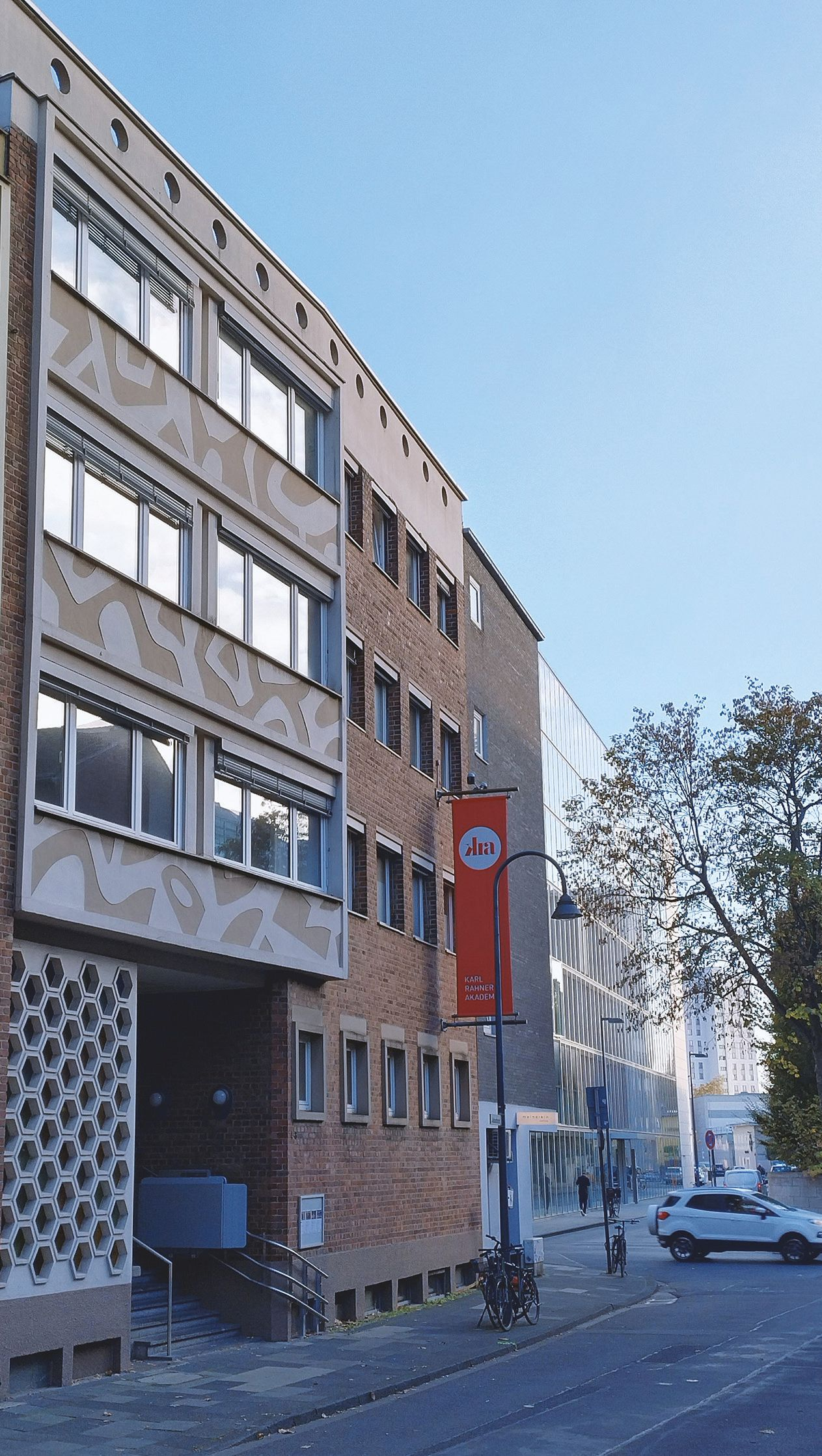
Das Gebäude der Akademie in Köln, Jabachstraße 4–8 (2024)

Die Karl-Rahner-Akademie (Eigenschreibweise: Karl Rahner Akademie Köln) ist eine Stadtakademie in Köln in freier Trägerschaft. Ihr Name erinnert an den Theologen und Philosophen Karl Rahner (1904–1984), dessen Denken durch Weite und Offenheit geprägt war. Die Akademie versteht sich als unabhängiges Diskussionsforum im „Kulturquartier am Neumarkt“ im Zentrum Kölns. Ihr Programm greift gesellschaftliche und religiöse Fragen auf, über die es sich lohnt, aus unterschiedlichen Perspektiven nachzudenken. Zu Gast in der Akademie waren in den zurückliegenden Jahren unter anderem Jean Asselborn, Jürgen Becker, Michael Brumlik, Christiane Florin, Serap Güler, Navid Kermani, Julia Knop, Rolf Mützenich, Mithu Sanyal, Michael Seewald und Christiane Woopen.
Träger ist der „Karl Rahner Akademie Köln e. V.“ Der Verein wurde gegründet als „Katholisches Männerwerk der Stadt Köln“ und hat sich 2009 in „Karl Rahner Akademie Köln e. V.“ umbenannt. Ihr Leiter war bis zu seinem Ruhestand 2018 der Theologe Bernd Wacker. Zum 1. September 2018 hat der Theologe und Pastoralreferent Norbert Bauer die Akademieleitung übernommen.
Seit 2019 ist der promovierte Theologe Werner Höbsch Vorsitzende des Trägervereins der Karl Rahner Akademie. Zum Vorstand zählen weiter die Journalistin Helga Kirchner, der Theologe Hans Joachim Höhn, der Jesuit Ulrich Rabe und die Theologin Irmgard Conin.

## Geschichte
Die Akademie geht zurück auf eine Initiative des Jesuiten P. Heinrich Ostermann SJ, der seit 1947 daranging, einen Beitrag zur geistigen Neuorientierung durch Vermittlung der katholischen Soziallehre zu leisten, 1951 in Form eines „Sozialen Seminars des katholischen Männerwerks“. Anfangs in den Räumen des Canisiushauses angesiedelt, der Niederlassung der Kölner Jesuiten, verfügt die Einrichtung seit 1956 über ein eigenes aus Spenden finanziertes „Haus der Begegnung“ in Köln, Jabachstraße 4–8.
Zunächst nahmen vor allem Unternehmer, mittlere Führungskräfte, Meister, Ingenieure und Angehörige des Öffentlichen Dienstes an den Kursen teil, die von fast allen Referenten ehrenamtlich angeboten wurden. Im Zeichen des Zweiten Vatikanischen Konzils wurde unter der Leitung von P. Karl Rahner SJ und P. Otto Semmelroth SJ die „Theologische Akademie an St. Peter“ gegründet. 1969 übernahm die Einrichtung Angebote aus den Bereichen Kunst, Literatur und Geistesgeschichte vom „Albertus-Magnus-Werk“, der Bildungseinrichtung des Katholikenausschusses in der Stadt Köln. Ab 1969 nannte sie sich „Akademie für Erwachsenenbildung Köln im Haus der Begegnung“. 1988 erfolgte in Erinnerung an den bedeutenden Theologen P. Karl Rahner SJ die Umbenennung in „Karl Rahner Akademie“.
1975 machte das neue Weiterbildungsgesetz NRW eine Umstrukturierung der kirchlichen Bildungsarbeit erforderlich. Verschiedene Träger schlossen sich zum Bildungswerk der Erzdiözese Köln zusammen, zu dem die Akademie als Sonderinstitut gehörte. Die Zusammenarbeit von Bildungswerk und Akademie bestand bis 2005, als das Erzbistum Köln im Kontext seiner Sparmaßnahmen der Akademie keine weiteren Zuschüsse mehr zahlte. Seit 2006 finanziert sich die Akademie vorwiegend aus dem finanziellen und ehrenamtlichen Engagement ihrer Hörer, Freunde und Förderer. 2017 hat die Kölner Bistumsleitung ihren Beschluss modifiziert; die Akademie erhält nun wieder einen Zuschuss in Höhe von etwa 20 Prozent des Gesamthaushalts.

## Förderverein und Stiftung
Die Karl Rahner Akademie wird ideell und finanziell unterstützt vom Verein der Freunde und Förderer der Karl Rahner Akademie e. V. Der Förderverein wurde 1993 gegründet und ist zur Existenzsicherung der Akademie unverzichtbar. 2004 entstand die gemeinnützige Stiftung der Karl Rahner Akademie Köln.